# هانس-یواخیم وایزه
هانس-یواخیم وایزه (آلمانی: Hans-Joachim Weise; ۱۵ نوامبر ۱۹۱۲ – ۱۴ نوامبر ۲۰۰۷) قایقران قایق بادبانی اهل آلمان بود.